# 微軟認證應用程式大師

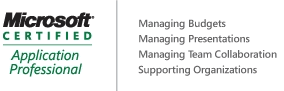
Mcap的标志

微軟認證應用程式大師（Microsoft Certified Application Professional, MCAP）是微軟在2007年推出的新認證，是微軟商務認證（Microsoft Business Certifications）的成員之一，作為針對Microsoft Office與Microsoft SharePoint Server 2007間進階應用技能的認證資格，不過MCAP認證並沒有前置需求，因此考生可以直接考MCAP，而不必先考MCAS就能獲得資格。
由於MCAS與MCAP分流機制在市場未受到良好的反應，因此微軟決定不再提供MCAS和MCAP認證，一律以MOS（Microsoft Office Specialist）作為Office系列的認證。

## 資格與認證分離制
MCAP與微軟的MCTS、MCPD、MCITP、MCM、MCA等新一代認證相同，都是資格（credential）和技能認證（certification）分離，這代表了得到認證的考生更能夠凸顯出自己的專業能力，而僱主也可以很容易的找到目前需要的能力的人。因此MCAP就只是代表資格，而通過任一科考試時，即可以得到考試所對應的技能認證。
- MCAP: Managing Budgets
- MCAP: Managing Presentations
- MCAP: Managing Team Collaboration
- MCAP: Supporting Organizations

## 考試
目前MCAP的考試仍未完全完成也尚未推出正式考試，預計2008年年底左右才會推出，而已規劃的考試科目有：
- Exam 77-610: Organizational Support
- Exam 77-611: Creating and Managing Presentations
- Exam 77-612: Content Management and Collaboration
- Exam 77-613: Budget Analysis and Forecasting

但上列考試實際上並未推出，MCAP認證計畫就已經中止。

## 外部連結
- Microsoft Business Certification Requirements （页面存档备份，存于）
- 微軟商務認證 （页面存档备份，存于）